# Terence Cooke
Terence James Cooke (ur. 1 marca 1921 w Nowym Jorku, zm. 6 października 1983 tamże) – amerykański duchowny katolicki, arcybiskup metropolita Nowego Jorku (1968–1983), kardynał i Sługa Boży.

## Życiorys
Był synem irlandzkich imigrantów. Po ukończeniu seminarium św. Józefa w Yonkers i dalszej nauce przyjął święcenia kapłańskie 1 grudnia 1945 z rąk kardynała Francisa Spellmana, który był też później jego konsekratorem. Pracował duszpastersko, a jednocześnie ukończył dalsze studia w Nowym Jorku, Waszyngtonie i Chicago. W latach 1957–1965 był sekretarzem kardynała Spellmana.
5 września 1965 otrzymał nominację na nowojorskiego biskupa pomocniczego ze stolicą tytularną Summa. Trzy lata później przejął schedę po zmarłym kard. Spellmanie. W wieku 47 lat był arcybiskupem jednej z najważniejszych diecezji w Ameryce i ordynariuszem wojskowym. 28 kwietnia 1969 papież Paweł VI kreował go kardynałem, nadając mu tytuł prezbitera Ss. Ioannis et Pauli. Przyszło mu rządzić w trudnych czasach wprowadzania reform soborowych, a także reformy mszalnej. Brał udział w obu konklawe 1978. Zmarł na raka w wieku 62 lat. Pochowany w katedrze nowojorskiej.
Ponieważ zmarł w opinii świętości i jeszcze za życia uważany był za świętego w 1992 roku rozpoczęto jego proces beatyfikacyjny.